# Oligopol
Et oligopol er en markedsform, hvor et marked er domineret af få udbydere, såkaldte oligopolister.
Ordet stammer fra græsk og betyder "få sælgere". På grund af de få deltagere på markedet er hver oligopolist opmærksom på de andre oligopolisters handlinger. Oligopolistiske markeder er karakteriseret af interaktivitet. Det vil sige, at den ene virksomheds beslutninger influerer, og er influeret af, de andre virksomheders beslutninger.
Oligopolistisk konkurrence kan medføre forskellige udfald. I nogle situationer vil virksomhederne hemmeligt samarbejde for at hæve priserne og begrænse produktionen på samme måde som i et monopol. Hvis dette samarbejde er formaliseret, er der tale om et kartel. I andre situationer vil konkurrencen mellem virksomhederne være hård medførende lave priser og høj produktion. Dette kan medføre et efficient udfald, der nærmer sig udfaldet på et marked med fuldkommen konkurrence.
Differentieret oligopol er et heterogent marked med få store virksomheder. Heterogent er, når forbrugerne har præferencer i forhold til hvilken virksomhed der har produceret den vare de køber.
| Økonomi | Spire Denne artikel om økonomi er en spire som bør udbygges. Du er velkommen til at hjælpe Wikipedia ved at udvide den. |